# يان روبرتس (لاعب كرة قدم)
يان روبرتس (بالإنجليزية: Ian Roberts)‏ هو لاعب كرة قدم بريطاني، ولد في 1961 في كولوين باي في المملكة المتحدة. لعب مع نادي ريكسهام.